# Hans Scholl
Pour les articles homonymes, voir Scholl et Hans Scholl (astronome).
Hans Scholl, né le 22 septembre 1918 à Ingersheim an der Jagst, exécuté le 22 février 1943 à Munich, est un étudiant en médecine, un résistant allemand au nazisme pendant la Seconde Guerre mondiale et l'un des piliers du réseau La Rose blanche avec son fidèle ami Alexander Schmorell. Il est le frère de Sophie Scholl, résistante dans le même réseau.

## Biographie
Malgré plusieurs années passées dans les jeunesses hitlériennes, il reste très éloigné de l'idéologie nazie dominante, ayant été influencé par la jeunesse associative (Bündische Jugend) et les conseils de son père Robert Scholl. Fin 1937, la Gestapo l'arrête et l'emprisonne durant plusieurs semaines. (Une procédure a été ouverte contre Hans Scholl et d'autres selon les § 174 et § 175 ainsi que pour continuation de la Bündische Jugend, entre-temps interdite. Le 30 décembre 1937, Hans Scholl a été libéré après la levée du mandat d'arrêt du 15 décembre 1937. Le 6 janvier 1938, il était de nouveau à la caserne. Le 2 juin 1938, le Tribunal spécial de Stuttgart mit fin à la procédure pénale contre Hans Scholl, conformément à la loi d'exemption de peine du 30 avril 1938, ce qui doit être considéré comme une amnistie.)
À l'été 1939, il commence à étudier la médecine à Munich, en tant que soldat d'une compagnie d'étudiants à partir de 1940. Entre l'automne 1941 et l'été 1942, il entretient d’étroits contacts avec l'éditeur Carl Muth, représentant de l'existentialisme chrétien, opposant au nazisme. Au début de l'été 1942, il fait circuler les quatre premiers tracts, distribués à Munich entre le 27 juin et le 12 juillet. Leurs destinataires sont d'abord des intellectuels, des écrivains, des professeurs et des directeurs de musée, mais les tracts sont distribués aussi chez les restaurateurs et les épiciers.
Inge Scholl, dans son livre La rose blanche rapporte des éléments qui tempèrent ce qui est indiqué ci-dessus : Hans et Sophie sont tout d'abord entrés dans les Hitler-Jugend en 1933, contre l'avis de leur père qui « était au contraire, très hostile, et nous disait parfois : ne les croyez pas. Ce sont des brigands sans foi ni loi. ».
Hans est emprisonné, en 1937 car, ayant quitté les Hitler-Jugend, très déçu, il fait partie des Jugendschaft, depuis longtemps interdites par le régime nazi.
Elle indique ensuite l'éveil de la conscience qui se produit chez Hans, en particulier à la lecture, en 1942, des sermons de Clemens August von Galen, évêque antinazi de Münster. Chrétien, il est comme sa sœur profondément croyant.
Le 22 juin 1942, il est envoyé sur le front de l'Est dans la Seconde Compagnie d'Étudiants qui leur permet de suivre leurs études de médecine pendant un temps et de la pratiquer sur place en alternance. C'est à Gjatsk plus exactement, qu'il tombe amoureux de la Russie. Avec l'aide de son ami, Alexander Schmorell, de mère russe et de père allemand, il parvient à communiquer avec les locaux qui les accueillent souvent chaleureusement. Ils se retrouvaient souvent le soir en chantant de vieilles mélopées russes. Willi Graf est aussi présent lors de ces moments.
Durant ce service militaire, les jeunes résistants sont témoins des crimes horribles commis par la Wehrmacht. Marqués par ce voyage, dès leur retour, ils rédigent un nouveau tract, tiré entre 6 000 et 9 000 exemplaires, dont 2 000 à 5 000 diffusés en gare centrale de Munich par Sophie Scholl et Alexander Schmorell.
Le sixième tract est conçu et diffusé après la capitulation de Stalingrad, en février 1943. Il s'adresse aux étudiants de l'université de Munich, qu'il appelle à la révolte, en suivant l'exemple du soulèvement national de 1813. Durant trois nuits, Hans Scholl écrit des slogans antinazis sur les murs des bâtiments publics, traitant Hitler de tueur de masse (Massenmörder).
Hans est arrêté avec sa sœur Sophie la nuit du 18 février 1943 à l'université de Munich, après une distribution de tracts et sur dénonciation du concierge Jakob Schmid. Lors de leur audience devant le tribunal du peuple (Volksgerichtshof), Hans et Sophie Scholl ne renient rien. Hans, quelques heures avant son exécution, déclare même au juge Roland Freisler, chef accusateur nazi : « un jour viendra où ceux qui ont agi en tant que juges aujourd'hui s'assiéront sur le banc des accusés ». Robert Mohr, témoin de l'accusation et inspecteur de la Gestapo ayant démantelé le réseau de résistants, lui prête des propos encore plus acerbes : « Aujourd'hui vous nous pendrez et demain ce sera vous, ou quelque chose de similaire ».

Le 22 février 1943, à 12 h 45, il est condamné à la peine de mort au terme d'un procès de moins de trois heures. À 13 h 45, il fait son entrée à la prison de Stadelheim. Là-bas, il s'entretient une dernière fois avec ses parents Robert et Magdalena ainsi que son frère Werner. Ensuite, il brave l'interdiction d'un garde pour aller à la rencontre de l'inspecteur Mohr, qu'il remercie pour avoir bien traité sa sœur Sophie. Ce dernier, profondément ému, reste muet ou lui répond quelque chose comme « Soyez fort maintenant ! ». À 16 h 02, il est informé du rejet du recours en grâce déposé par son père. On lui fait également savoir que son exécution est prévue pour 17 h (en dépit de la loi allemande qui impose alors un délai de 99 jours entre le verdict de mort et l'application de la sentence). L'aumônier protestant de la prison, Karl Alt (de), est dépêché en urgence pour la communion. À 17 h 02, Hans Scholl est décapité par le bourreau Johann Reichhart quelques minutes après sa sœur Sophie. Ses derniers mots, hurlés sous le couperet de la guillotine, sont : « Vive la liberté ! ». L'exécution est rapportée de façon anecdotique par une presse aux ordres : 

« Le 22 février 1943, le tribunal du peuple a condamné dans la salle d'audience du palais de justice de Munich Hans Scholl, 24 ans, Sophia [sic] Scholl, 21 ans, tous deux de Munich, et Christoph Probst, 23 ans, d'Aldrans près d'Innsbruck, à mort pour intelligence avec l'ennemi et préparatifs de haute trahison. Le jugement a été exécuté le jour-même. »

— Extrait d'un article du Salzburger Zeitung du 24 février 1943
Heinrich Himmler, qui ne veut pas donner de martyrs aux antinazis par pragmatisme, manifeste sa volonté de surseoir à l'exécution, mais c'est trop tard.

### Hommages
En Allemagne, de nombreuses écoles portent le nom de Sophie et Hans Scholl. Un prix littéraire, le prix frère et sœur Scholl, a été créé en 1980.
À Paris, le jardin Hans-et-Sophie-Scholl est ouvert en 2020.

## Médias

### Cinéma
- La Rose blanche (1982), où il est interprété par Wulf Kessler (de).
- Les cinq derniers jours (en) (1982), où il est interprété par Michael Cornelius.
- Sophie Scholl : Les Derniers Jours (2005), où il est interprété par Fabian Hinrichs.

### Télévision
- Ces femmes qui ont fait l'Histoire (2013), épisode 3, il est interprété par Johannes Hendrik Langer (de).